# Tlikakila River
Der Tlikakila River ist ein etwa 88 Kilometer langer Zufluss des Little Lake Clark im Südwesten des US-Bundesstaats Alaska.

## Verlauf
Er entspringt dem Summit Lake am Lake Clark Pass, fließt in einem Tal zwischen den Neacola und den Chigmit Mountains südwestwärts und mündet in den Lake Clark. Der Fluss wird von Gletschern wie dem Tanaina- und dem Double-Gletscher gespeist. Er liegt in der Lake Clark Wilderness, einem  Wilderness Area innerhalb des Lake-Clark-Nationalparks.
Auf der gegenüberliegenden, nordöstlichen Seite des Lake Clark Pass entspringt der Big River, der in die Redoubt Bay des Cook Inlets mündet. Im südöstlich gelegenen Nachbartal des Unterlaufs fließt der Chokotonk River, der ebenfalls in den Lake Clark mündet.

## Name
Der Name ist abgeleitet von der Bezeichnung der athabaskischen Tanaina für den Fluss.

## Naturschutz
Der Tlikakila River wurde 1980 durch den Alaska National Interest Lands Conservation Act als National Wild and Scenic River unter der Verwaltung des National Park Service ausgewiesen.